# Cementerio punk
Cementerio Punk es el primer demo de la banda de punk rock rosarina Bulldog lanzado en 1991 a 2 años de la formación de la banda. Los temas "Rony to midnight", "Cementerio punk", "No te aguanto más", "No vamos a perder" y "Totalmente podrido" fueron editados más tarde en el álbum Un lugar para juntarnos, mientras que "Argentina vencerá" fue editada en El campo de los sueños, "Antecedentes policiales" en Circo calesita y "En el 1º 2º" no ha sido editada en ningún CD de la banda hasta el momento.

## Lista de canciones
1. Cementerio Punk
2. Totalmente podrido
3. No te aguanto más
4. No vamos a perder
5. Antecedentes policiales
6. Rony to midnight
7. En el 1º 2º
8. Argentina vencerá

- Datos: Q5760390